# ماریو توکیچ
الگو:Infobox football biographyس
ماریو توکیچ (کرواتی: Mario Tokić؛ زادهٔ ۲۳ ژوئیهٔ ۱۹۷۵) بازیکن فوتبال اهل کرواسی است. وی در تیم ملی فوتبال کرواسسی نیز بازی کرده‌است.